# Schorsch Winter

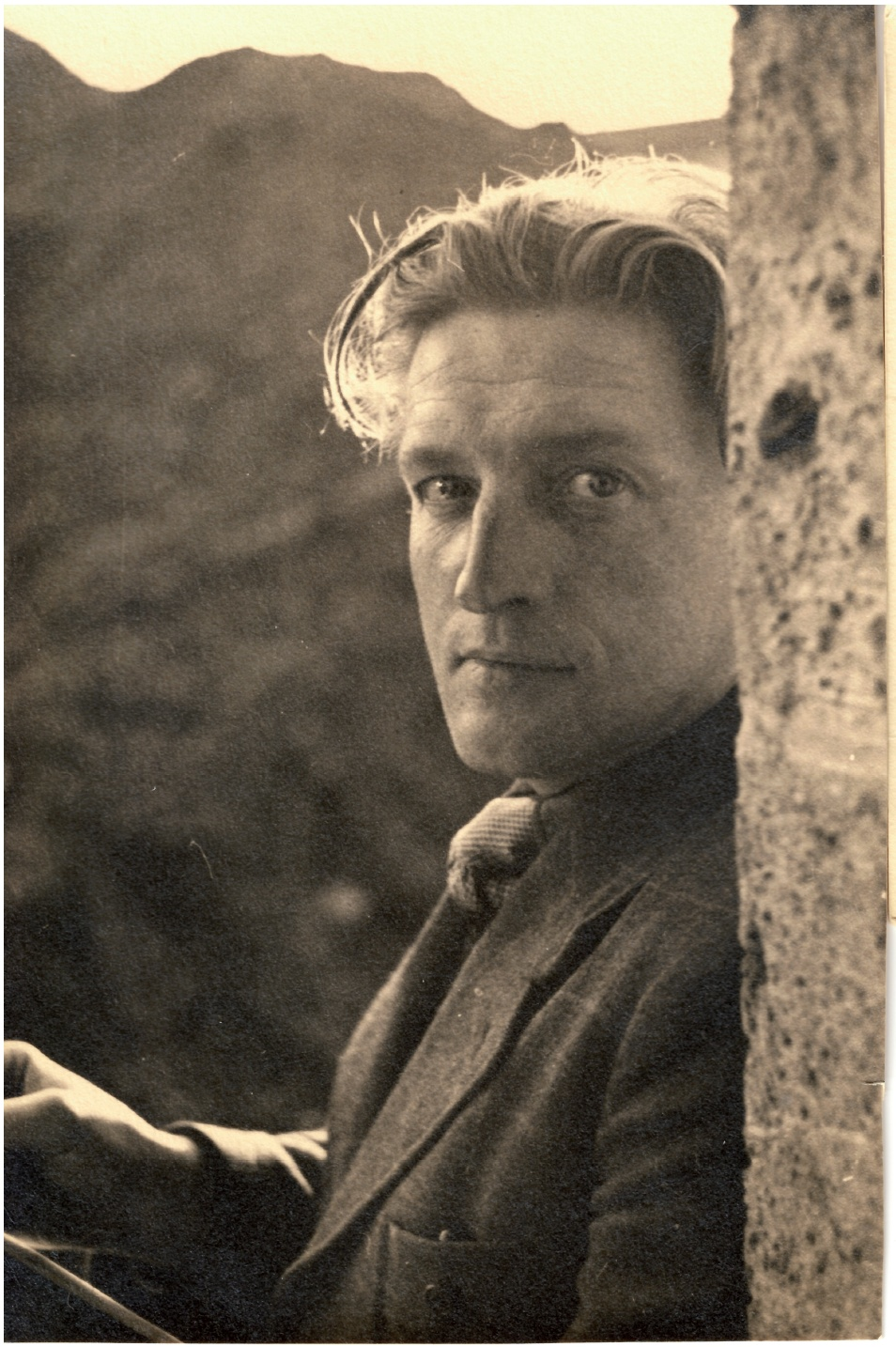
Georg „Schorsch“ Winter (ca. 1930)

Georg „Schorsch“ Winter (geboren am 2. Oktober 1899 in Nürnberg, gestorben am 30. April 1955 in Altdorf bei Nürnberg) war ein deutscher Maler und Holzschnitzer. Winter war in den 1920er Jahren einer der wenigen Vertreter der neuen Sachlichkeit.

## Leben und Werk

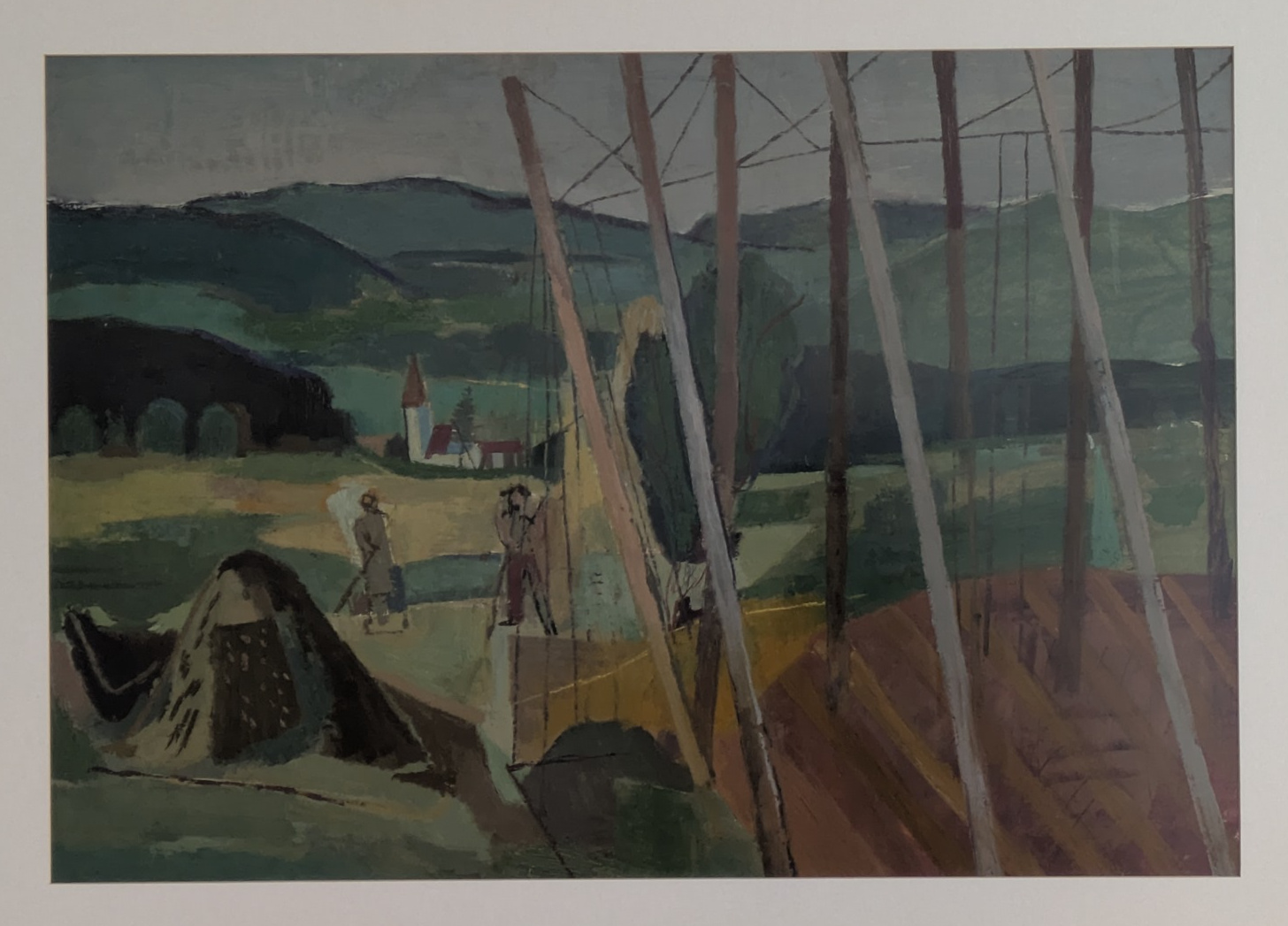
Schorsch Winter: Hopfenfeld

Georg "Schorsch" Winter war 1915/16 Abendschüler an der Kunstgewerbeschule Nürnberg (KGS, heute die Akademie der bildenden Künste). 1916 wurde er zur Reichswehr eingezogen und diente als Soldat bis zum Ende des Ersten Weltkriegs. 1920 bis 1922 Ausbildung zum Dekorationsmaler erneut an der Nürnberger KGS. Anschließend studierte er acht Jahre lang an der AdBK Berlin, darunter bei Carl Hofer. Es folgten Studienreisen in die Schweiz und nach Italien. In Nürnberg war er als freischaffender Maler tätig, wobei er sich auf Wandmalerei spezialisiert hatte. Daneben war er Lehrer der Meisterklasse für Wandmalerei an der Berufsoberschule der Stadt Nürnberg. Ab den 1930er Jahren bekam er von der Reichsbahn Direktion Augsburg eine Reihe von Aufträgen für die Gestaltung von Bahnhöfen im süddeutschen Raum.
1940 wurde Georg Winter erneut zur Wehrmacht einberufen und nahm bis 1945 am Zweiten Weltkrieg teil. Unter anderem gehörte er um 1941/42 zur Wachmannschaft des Stammlagers XIII C in Hammelburg. Am 16. November 1945 wurde er Mitglied des Allgemeinen Deutschen Gewerkschaftsbundes. Er war Mitbegründer des Schutzverbandes bildender Künstler und war ab 1950 dessen Vorsitzender. 1947 Gründungsmitglied der Künstlervereinigung „Der Kreis“ (ausgetreten 1954). Seit 1952 war Winter Mitglied der Neuen Münchener Künstlergenossenschaft.
Er starb am 30. April 1955 in Altdorf bei Nürnberg.
"Winter war in den 1920er Jahren einer der wenigen Vertreter der neuen Sachlichkeit. [Er] darf als einer der großen Unbekannten der Nürnberger Kunstgeschichte gelten. Die überlieferten Werke zeigen vor 1945 einen neusachlich reduzierten Ansatz, der nach dem Krieg teilweise multiperspektivisch in Farbflächen überführt wird."

## Privates
Georg Winter war verheiratet mit Katharina geb. Straller. Das Ehepaar hatte zwei Kinder, Barbara (* 1939; † 2021) und Max Martin Urban (* 1942; † 2025).

## Ausstellungen
- 1933 bis 1935 und 1940 bis 1942 Norishalle (Teilnahme an den Jahresausstellungen), Nürnberg
- 1947 bis 1955, 1958 Fränkische Galerie (Teilnahme an den Jahresausstellungen), Nürnberg
- 1947 Neue Sammlung, München
- 1951 bis 1954 Pavillon Alter Botanischer Garten: Nürnberger Künstler, München
- 1954 Lenbachhaus: Schutzverband Bildender Künstler, München
- 1956 Einzelausstellung Fränkische Galerie, Nürnberg
- 1977, 1997, 2019 Kunsthalle (Teilnahme an den Jahresausstellungen), Nürnberg
- 2014 Kunstvilla: Kunst in Nürnberg von 1900 bis heute, Nürnberg

## Werke
- Bemalung des Bodensee-Motorschiffs "Allgäu" (1936)
- Wandmalerei im Hauptbahnhof von Ingolstadt[2][3][4][5]
- Wandmalerei an den Bahnhöfen von Buchloe, Riederau[6], Utting und Dießen (Ammerseebahn).
- In der Sammlung der Münchner Pinakotheken das Bild "Figürliche Komposition V" von 1950[7]
- Zahlreiche Ölbilder in Privatbesitz

## Galerie

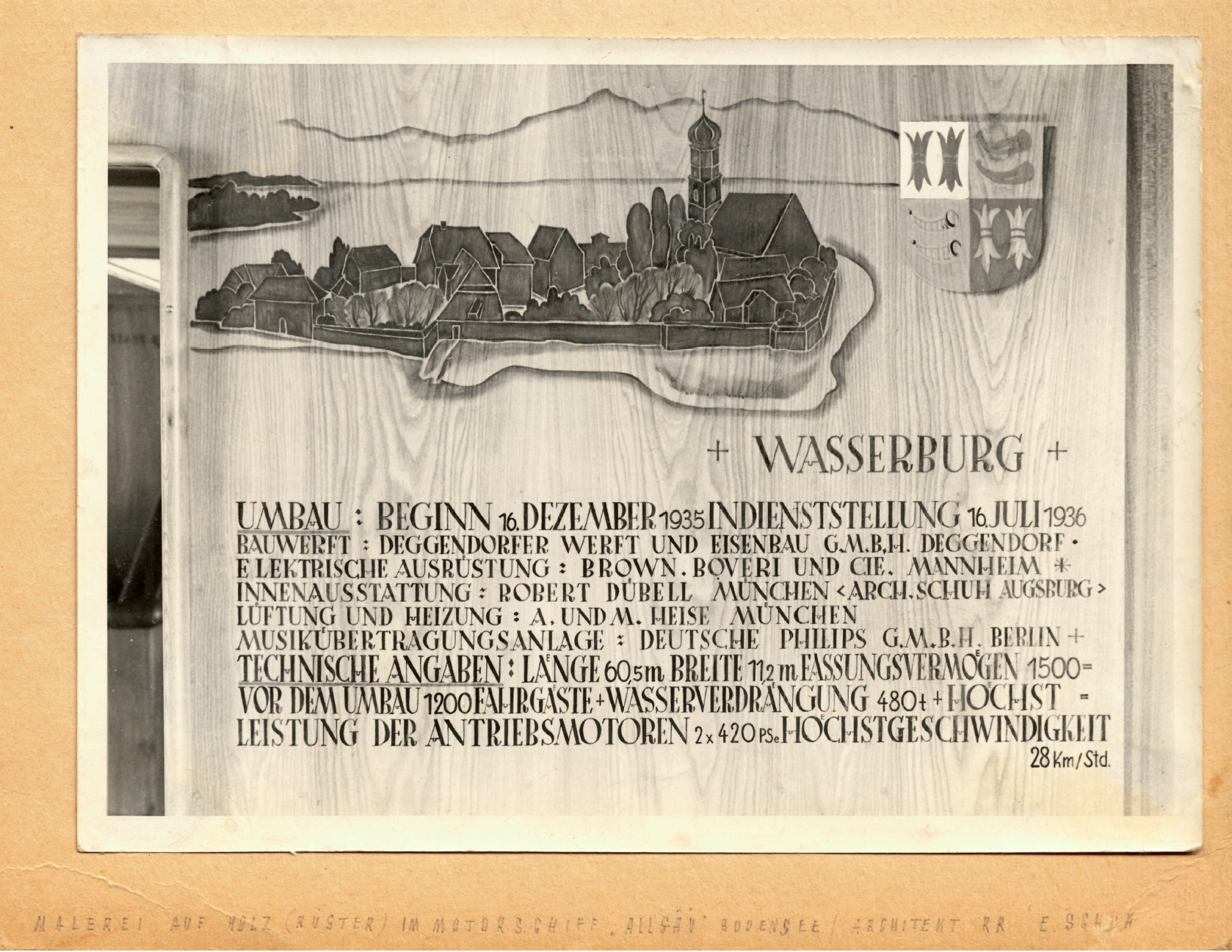
Darstellung der Stadt Wasserburg – Malerei auf Holz am Motorschiff "Allgäu", 1936
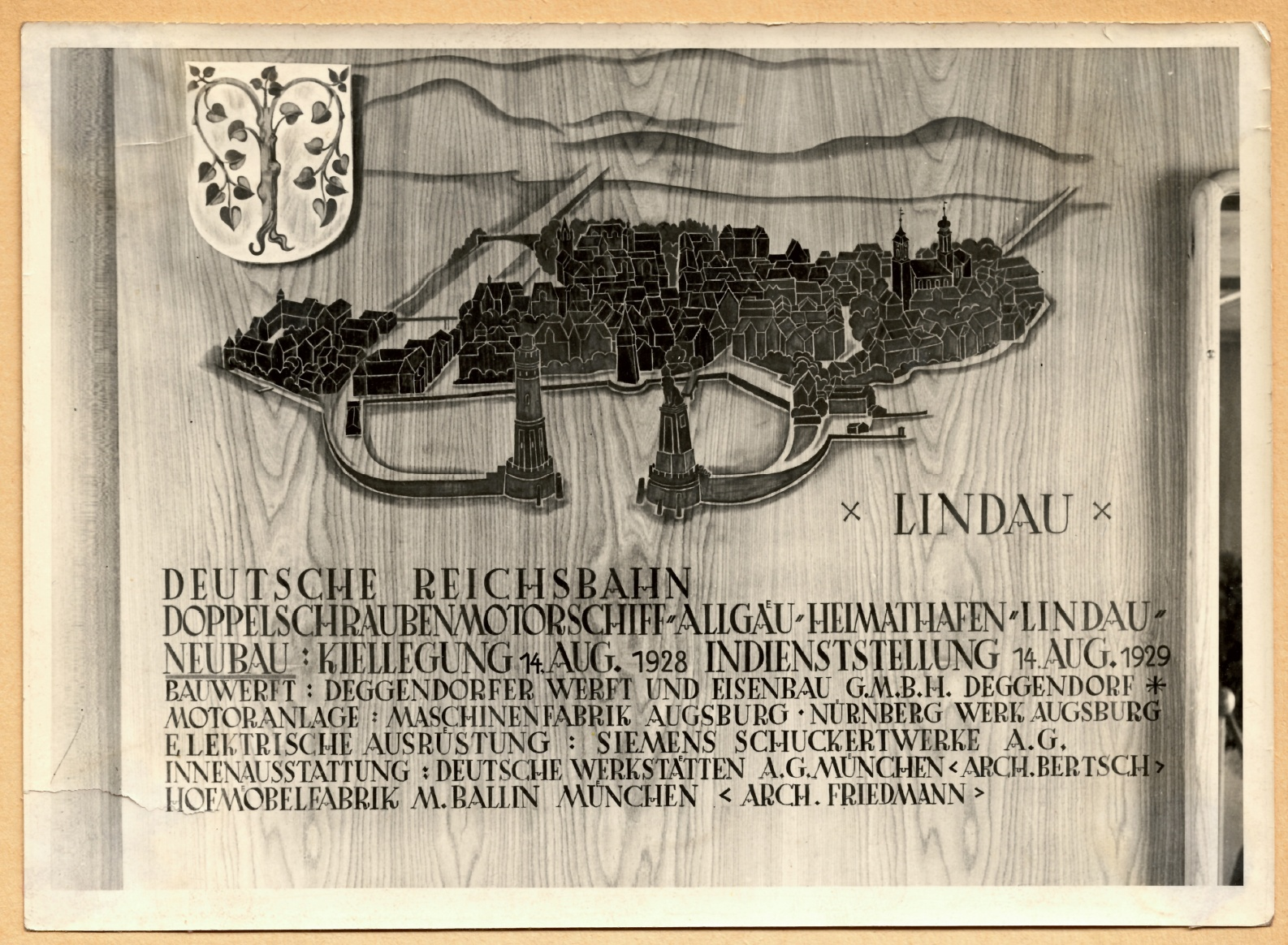
Darstellung der Stadt Lindau – Malerei auf Holz am Motorschiff "Allgäu", 1936
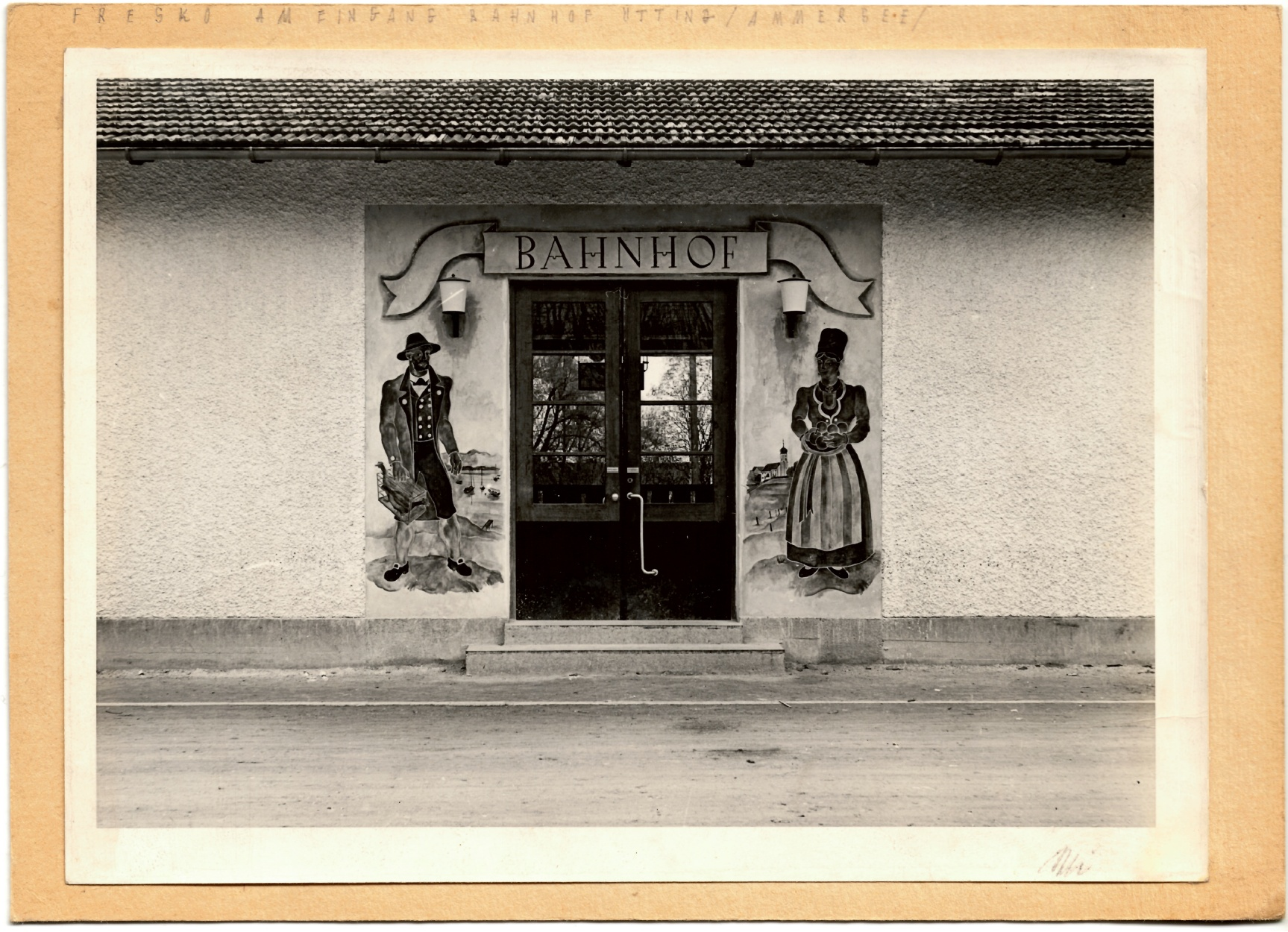
Fresko am Eingang des Bahnhofs Utting (Ammersee-Bahn), ca. 1938
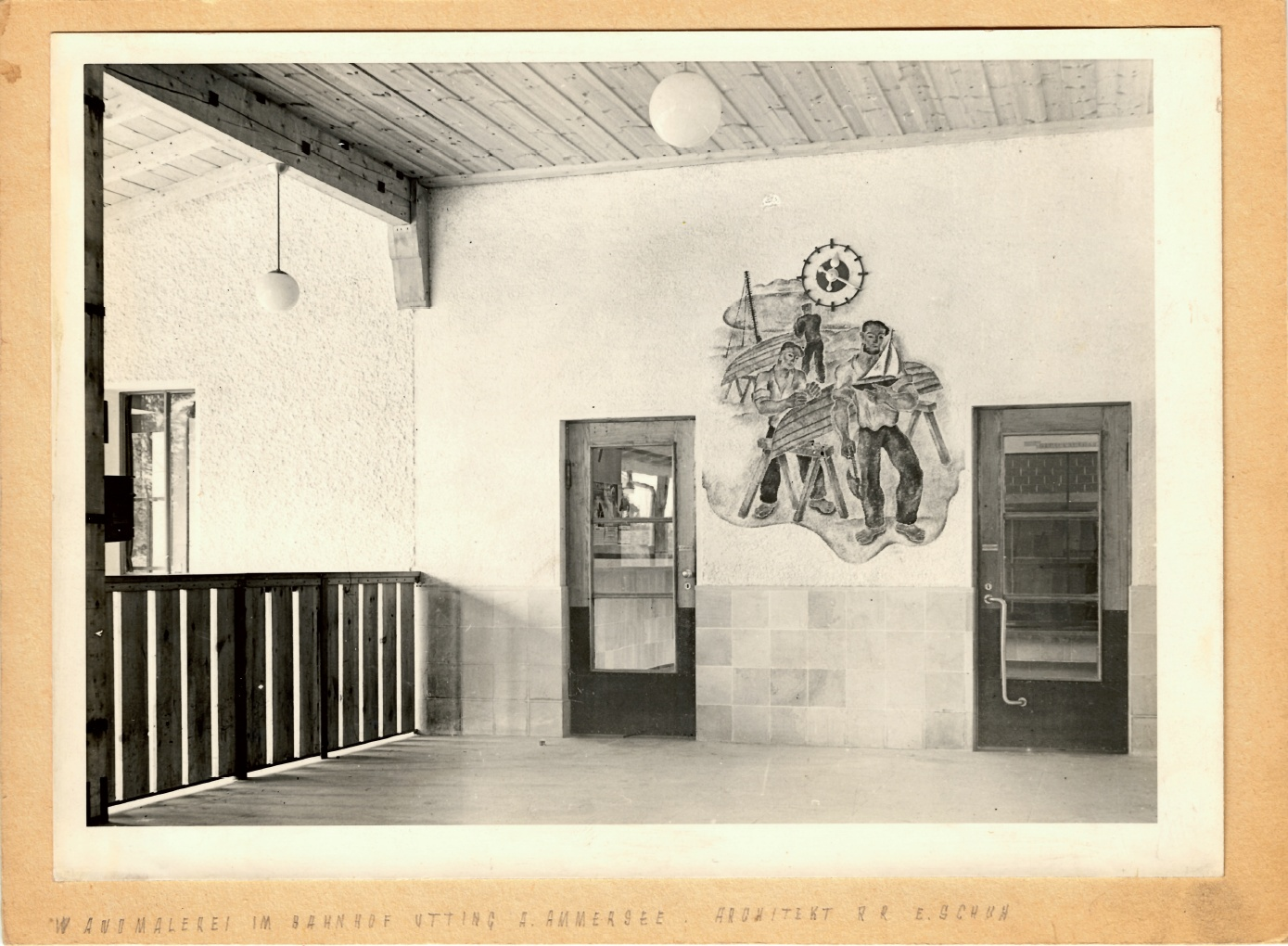
Wandmalerei im Vorraum des Bahnhofs Utting am Ammersee, ca. 1938. Fotografie und Passepartout in Familienbesitz.